# Post-hardcore

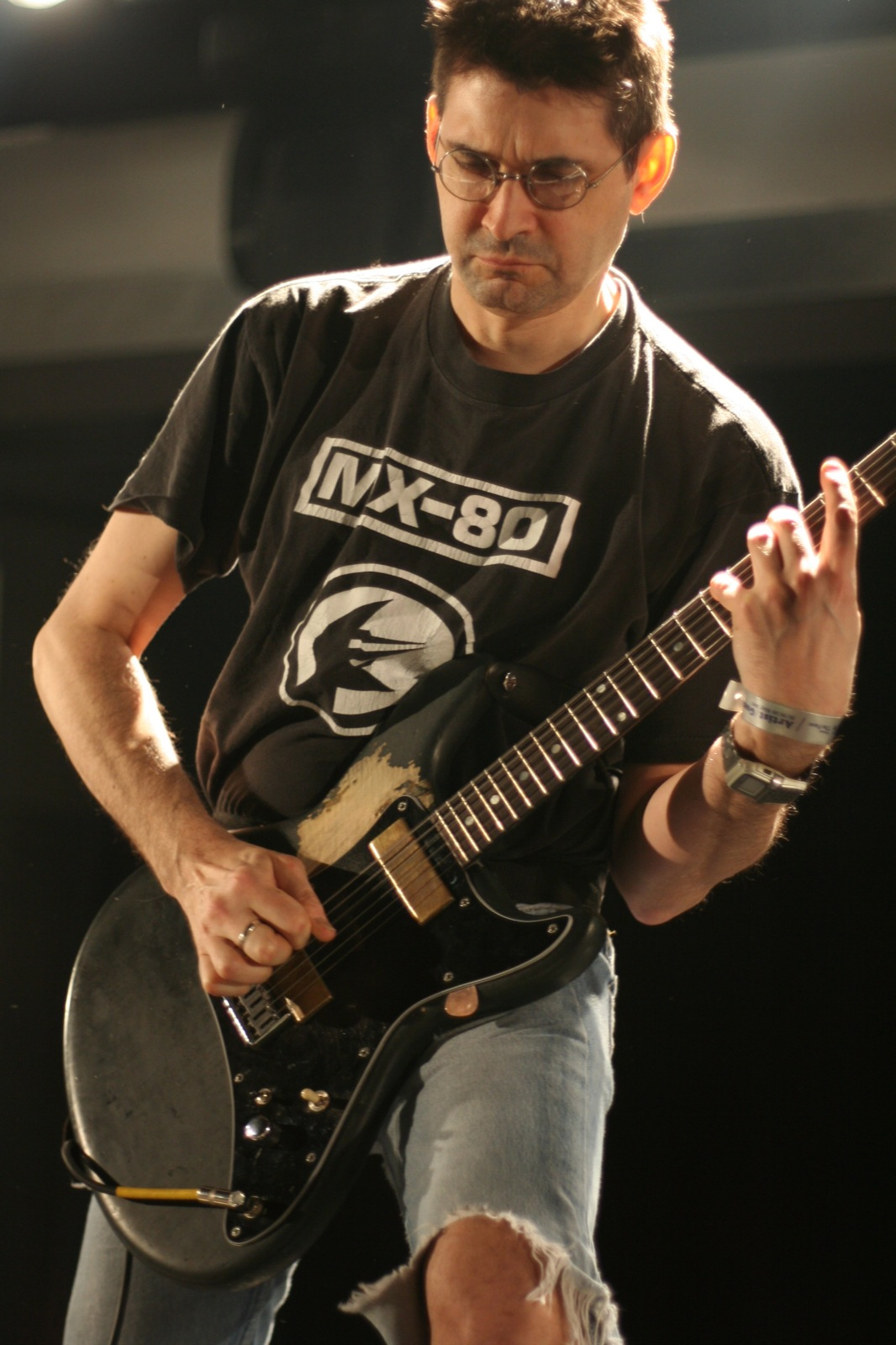
Shellac (Steve Albini) la un concert

Post-hardcore este un gen muzical derivat din hardcore punk, o ramură mai largă a mișcării punk rock.
Genul a apărut prin anii 1980 odată cu lansări ale formațiilor din orașe în care s-au stabilit scene hardcore punk, în special din scena Washington, D.C. prin formații ca Fugazi, Big Black și Jawbox.